# Claudia Ortiz de Zevallos
Claudia Ortiz de Zevallos Cano là Hoa hậu Peru 2003. Cô sinh ra ở Arequipa, Peru vào ngày 9 tháng 11 năm 1981. Cô tham dự Hoa hậu Trái Đất 2002 và lọt vào Top 10. Đồng thời, cô đoạt thêm giải thưởng phụ Trang phục dạ hội đẹp nhất (Best in Long Gown). Sau đó, cô tiếp tục đại diện cho Peru tại cuộc thi Hoa hậu Hoàn vũ 2003 và lọt vào Top 15.
Năm 2016, cô trở thành giám khảo cho cuộc thi Hoa hậu Peru 2016.
Cô đã có một con gái tên là Arena.